# Festival de Saint-Nolff
Le festival de Saint-Nolff est un festival de musique qui se déroule dans la commune de Saint-Nolff, près de Vannes, dans le Morbihan. Le festival a été créé en 1997 par l'association Au Coin du Bois, la commune de Saint-Nolff et Jacques Abalain (Diogène productions, Brest). Il a eu lieu en 1997, 1998, 1999, 2000, 2002, 2006, 2007, 2008, 2009, 2010 et 2011. Le 9 janvier, le TGI de Vannes place l'association organisatrice en liquidation judiciaire. En 2018, le festival de Saint-Nolff organise une nouvelle édition, 7 ans après la dernière.

## Programmation

### Édition 2011
- Date : 17 septembre 2011
- Fréquentation : 11 000 personnes[3]
- Programmation : 
  - Sum 41 (annulation), Yannick Noah, Gaëtan Roussel, Babylon Circus, Skip the Use, DJ Zebra, Shaka Ponk, Étienne de Crécy, The Black Angels, Fat Freddy's Drop, Beat torrent, Missill, Manu le malin, Something à la mode, Godronbord, Purple Mountain[4]

### Édition 2010
- Date : 11 septembre 2010
- Fréquentation : 15 000 personnes[5]
- Programmation : 
  - Lyse, Le Peuple de l'Herbe, dEUS, Olivia Ruiz, Ska-P, Raggasonic, Étienne de Crécy (concert annulé à cause d'un problème technique[5]), Laurent Garnier, Jamaica, I Am un Chien !!, Dj Pone Dj Need, The Toxic Avenger, Scratch Perverts, Elisa do Brasil & Miss Trouble, Prodigy (annulation) et Korn (annulation)

### Édition 2009
- Date : 12 septembre 2009
- Fréquentation : 21 500 personnes[6]
- Programmation : 
  - Pete Doherty, Ska P, Keziah Jones, Patrice, Ghinzu, Arno, Yuksek, High Tone, Rotor Jambreks, The Craftmen Club, Pony Pony Run Run

### Édition 2008
- Date : 13 septembre 2008
- Fréquentation : 20 000 personnes
- Programmation : 
  - Iggy & The Stooges, BB Brunes, Dub Inc., Birdy Nam Nam, Femi Kuti, Les Têtes Raides, Origines Contrôlées (Mouss et Hakim), Missill, Hilight Tribe, Elmer Food Beat, Hijodata.

Comme en 2006 et 2007, Greenpeace est venu animer des forums et des débats autour du thème de la protection des océans.

### Édition 2007
- Date : 8 septembre 2007
- Fréquentation : 17 000 personnes
- Programmation : 
  - Scène « No Pasaran » : Archive (invité surprise), Renaud, Matmatah, Déportivo, Babet, DJ Zebra (remplace Mobb Deep) et Iota.
  - Scène « Libertad » : Luke, Mass Hysteria, No One Is Innocent, Rinôçérôse, Renan Luce, The Bishops et Les 3 fromages.

Le vendredi 7 septembre 2007, un forum avec Greenpeace était organisé. Le thème retenu était le réchauffement climatique avec village citoyen et forum. Le festival a aussi mis en place un Agenda 21 (tri des déchets, toilettes sèches, restauration biologique...).

### Édition 2006
- Date : 9 septembre 2006
- Fréquentation : 22 000 personnes
- Programmation :
  - Scène « No Pasaran » : Cali, Billy ze Kick (Invité surprise), Patrice, Les Wampas, Marcel et son Orchestre, Agoria et Dahlia.
  - Scène « Libertad » : Tryo, La Phaze, Christophe Mali, Vive la Fête, Hilight Tribe et Pause.

En 2006, le festival a participé à un mouvement d'opposition au missile M51.

### Édition 2002
- Date : 13 juillet 2002
- Fréquentation : 17 000 personnes
- Programmation : Noir Désir, Arno, Femmouzes T., Kohann et Naab[7].

### Édition 2000
- Dates : 14 et 15 juillet 2000
- Fréquentation :
- Programmation :
  - Vendredi : Muse, Autour de Lucie, Jay-Jay Johanson, Moloko, DJ Cam, Groove Armada et Perry Winkle.
  - Samedi : Titan, Saez (remplace FFF), Denez Prigent, La Tordue, Tété, Mukta et Sukjla.

### Édition 1999
- Date : 24 juillet 1999
- Fréquentation : 28 000 personnes
- Programmation :
  - Scène : Garbage, Underworld, Matmatah, Pierpoljak, dEUS, Suede, p. 18, Freestylers, Heather Nova et Taÿfa.
  - Stage : Archive, Kojak, Dominique A, DJ Wada-Cofusion, Basement Jaxx & Captain Funk, Ivan Smagghe, DJ MO et Benolie.
  - Arène : Turbo Zone.

### Édition 1998
- Date : 25 juillet 1998
- Fréquentation : 25 000 festivaliers[6]
- Programmation :
  - Scène : Portishead, Louise Attaque, Nick Cave and the Bad Seeds, Stereophonics, Silmarils, 16 Horsepower, Bamboleo, Asian Dub Foundation, Celtas Cortos et Armens.
  - Stage : Autechre (Live), Les Rythmes Digitales (Live), Ken Ishii (DJ Set), Dub Pistols (Live), DJ Touché aka the Wiseguys (DJ Set), J Malik (DJ Set), Shri & Badmarsh (Live), DJ bicen (Live) et DJ Sick aka Room (DJ Set).

### Édition 1997
- Date : 19 juillet 1997
- Fréquentation : 18 000 festivaliers
- Programmation :
  - Noir Désir, Miossec, Sloy, Big Soul, Echobelly, Spearhead, Mundy, Ar Re Yaouank, Arkan et Joseph Arthur (remplace Afro Celt Sound System).